# Verjaring schorsen
Als de verjaring geschorst is door een bepaalde oorzaak betekent dat dat de verjaring onderbroken is en na verloop van een bepaalde tijd opnieuw zal verder lopen voor de resterende termijn. Tijdens een schorsingsperiode, hoelang die ook duurt, moet een schuldeiser de verjaring niet stuiten om zijn rechten gaaf te houden.

## Voorbeelden (België)
Het Belgische burgerlijk recht bepaalt dat de verjaring niet tegen minderjarigen en onbekwaamverklaarden loopt. Zolang zij hun rechten niet kunnen vrijwaren, mogen hun schuldeisers geen baat hebben bij hun stilzitten en kan de schuld niet door verjaring vervallen. De verjaring loopt evenmin ten aanzien van een schuldvordering die van een voorwaarde afhangt, zolang die voorwaarde niet vervuld is, hetzij een opschortende voorwaarde, hetzij een ontbindende voorwaarde.
In het Belgische fiscaal recht verjaart een gevorderde btw of belasting vijf jaar na de heffing van de belasting. Het betwisten van deze vordering voor de rechtbank schorst de verjaring tot er een definitieve uitspraak over het geschil geveld is.